# مغالطه توسل به ریشه‌ها
مغالطه توسل به ریشه‌ها، که با عنوان مغالطه منشأ و مغالطهٔ ژنتیک (انگلیسی: Genetic fallacy) نیز شناخته می‌شود، یک نتیجه‌گیری بی‌ربط است که در آن استدلال‌ها یا اطلاعات صرفاً بر اساس منبع منشأ و نه محتوایشان رد یا تأیید می‌شوند. به عبارت دیگر، یک ادعا بر اساس منبع آن نادیده گرفته می‌شود یا اعتبار داده می‌شود نه خود ادعا.
بنابراین مغلطه نمی‌تواند ادعا را بر اساس شایستگی خود ارزیابی کند. اولین ملاک یک برهان خوب این است که مقدمات باید بر صدق یا نادرستی ادعای مورد بحث تأثیر داشته باشد. گزارش‌های ریشه‌شناسی یک موضوع ممکن است درست باشد، و ممکن است به روشن شدن دلایلی کمک کند که چرا موضوع شکل کنونی خود را به خود گرفته است، اما در تعیین محاسن آن قطعی نیستند. برای مثال:
قرار نیست که حلقه ازدواج بپوشی؟ قراره؟ مگر نمی دانی که حلقه ازدواج در اصل نمادی از زنجیر مچ پا بوده که زنان برای جلوگیری از فرار آنها از دست شوهرانشان استفاده می‌کردند؟ من فکر نمی‌کردم که شما طرف چنین عمل جنسیتی باشید.